# Utz-Hellmuth Felcht
Utz-Hellmuth Walter Felcht (* 8. Januar 1947 in Iserlohn; † 18. Mai 2023) war ein deutscher Manager und Chemiker.

## Leben und Wirken
Nach seiner Schulzeit erhielt er 1966 die allgemeine Hochschulreife am mathematisch-naturwissenschaftlichen Friedrich-Bährens-Gymnasium in Schwerte (Ruhr) und absolvierte bis 1968 seinen Militärdienst als Reserveoffizieranwärter (letzter Dienstgrad: Oberleutnant d.R.). Er begann 1968 sein Chemiestudium an der Johannes Gutenberg-Universität Mainz und erhielt 1973 an der Universität Saarbrücken das Diplom. 1976 promovierte er bei Manfred Regitz an der Universität Kaiserslautern mit einer präparativen Arbeit über 1-N-Phosphorylpyrazole: Synthese und Phosphorylierungsreaktionen.
Nach seiner Anstellung bei der Hoechst AG 1977 beschritt er zunächst als Forschungschemiker den klassischen Werdegang bis 1980 im „Hauptlabor G 830“, anschließend übernahm er bis 1984 die Leitung der Tylose-Forschung im Werk Kalle.
1985 bis 1988 erhielt er Leitungsfunktionen in der ZDA der Hoechst AG, von 1988 bis 1991 war er Executive Vice President der Hoechst Celanese Corp. in USA.
April 1991 bis September 1998 war er Mitglied des Vorstands, dort verantwortlich für die Geschäftsbereiche technische Kunststoffe (GB B) sowie Carbon-Erzeugnisse (GB O) und das Ressort Forschung. Als entschiedener Gegner der Ausgliederungspolitik von Jürgen Dormann verließ er die Hoechst AG noch 1998.
Er war von 1992 bis 2004 Vorsitzender der Dechema Gesellschaft für Chemische Technik und Biotechnologie und gehörte dem Dechema Vorstand bis 2007 an. Unter seiner Führung entstanden die Fachsektionen der Dechema, die Aktivitäten der Forschungs- und Arbeitsausschüsse wurden neu ausgerichtet und die Internationalisierung der Forschungsaktivitäten verstärkt. Während seiner Amtszeit wurden die Hochschullehrer-Nachwuchspreise und die Dechema-Studierendenpreise eingeführt und der DechemaX-Schülerclub gegründet. 2008 erhielt er wegen seiner Verdienste für die Nachwuchsförderung die Dechema-Eherenmitgliedschaft.
Im Oktober 1998 wurde er zum Vorstandsvorsitzenden der SKW Trostberg AG bestellt.
2001 bis Mai 2006 war er Vorsitzender des Vorstands der Degussa AG und Mitglied des Vorstands der RAG Aktiengesellschaft. 2007 wurde er Partner in der Frankfurter Filiale des Finanzinvestors One Equity Partners.
Felcht war Mitglied in Aufsichts- und Verwaltungsräten verschiedener Industrie-Unternehmen. Von 2008 bis 2012 war er Aufsichtsratsvorsitzender der Süd-Chemie.
Am 10. März 2010 entschied die Bundesregierung unter Angela Merkel für den Bund als Mehrheitseigner der Deutschen Bahn AG, Felcht bei der neuen konstituierenden Sitzung des Bahn-Aufsichtsrats am 24. März 2010 an die Spitze des Gremiums zu wählen. Felcht war der Wunschkandidat des damaligen Bundesverkehrsministers Peter Ramsauer. Er war zunächst für fünf Jahre bestellt, im März 2015 wurde sein Vertrag verlängert. Er war am 18. März 2015 vom neu konstituierten Aufsichtsrat der DB wiedergewählt worden. Kritiker halten seine Arbeit für macht- und erfolglos. Unter anderem sei ihm die Kontrolle über eine Aufsichtsratssitzung im Januar 2017, auf der Bahnchef Rüdiger Grube überraschend zurücktrat, entglitten. Felcht wies eine Verantwortung für den Rücktritt Grubes zurück. Er kündigte am 24. November 2017 an, sein Amt am 31. März 2018 niederzulegen. Ihm folgte im April 2018 Michael Odenwald nach.

## Ehrungen
Felcht war Honorarprofessor der Universitäten TU München und Jilin-Universität in Changchun (China) sowie Ehrendoktor der Universität Rostock. Er war Vorsitzender der DECHEMA, für seine Verdienste wurden ihm unter anderem 2004 die DECHEMA-Medaille und ab 2008 die Ehrenmitgliedschaft verliehen. Weiterhin war er Mitglied des Vereins Atlantik-Brücke und Kuratoriumsmitglied des AFS Interkulturelle Begegnungen. Er war Mitglied des Präsidiums und Mitglied des Kuratoriums der Deutschen Akademie der Technikwissenschaften (acatech).